# Luís Pato
Luís Pato é um vitivinicultor português, conhecido por sua bem-sucedida dedicação às castas autóctones de seu país, notadamente à Baga, peculiar à Bairrada.